# Isidoro Sota
Isidoro Sota García (ur. 4 lutego 1902, zm. 8 grudnia 1976) – meksykański piłkarz, reprezentant kraju, grający na pozycji bramkarza.

## Kariera piłkarska
Sota w latach 1929–1937 występował w meksykańskim zespole Club América. Wraz z drużyną trzykrotnie zajmował 2. miejsce w Liga MX w sezonach 1929/30, 1934/35 i 1935/36.
W 1930 został powołany przez trenera Juana Luque de Serrallongę na Mistrzostwa Świata. Zagrał tam w spotkaniu z Chile, przegranym 0:3. Był to jedyny mecz w reprezentacji Meksyku, w którym wystąpił Sota. 
| Mecze i gole w reprezentacji | Mecze i gole w reprezentacji | Mecze i gole w reprezentacji | Mecze i gole w reprezentacji | Mecze i gole w reprezentacji | Mecze i gole w reprezentacji | Mecze i gole w reprezentacji |
| #                            | Data                         | Miasto                       | Przeciwnik                   | Gol                          | Wynik                        | Rozgrywki                    |
| ---------------------------- | ---------------------------- | ---------------------------- | ---------------------------- | ---------------------------- | ---------------------------- | ---------------------------- |
| 1.                           | 16.07.1930                   | Montevideo                   | Chile                        |                              | 0:3                          | MŚ 1930                      |